# Kościół św. Małgorzaty Panny i Męczennicy i Matki Bożej Szkaplerznej w Śmiłowie
Kościół świętej Małgorzaty Panny i Męczennicy i Matki Bożej Szkaplerznej w Śmiłowie – rzymskokatolicki kościół parafialny należący do parafii pod tym samym wezwaniem (dekanat Wysoka diecezji bydgoskiej).
Jest to świątynia wzniesiona w latach 1904–1905, budował ją proboszcz Klemens Prandke. Rozmiary wnętrza kościoła to: długość 33 metry, szerokość – 13,5 metra, wysokość – 10,4 meta. Świątynia została zbudowana w stylu neogotyckim. Okazała fasada zachodnia jest ozdobiona trzema neogotyckimi portalami. W ołtarzu głównym jest umieszczona licząca ponad 500 lat (najcenniejszy zabytek budowli) figura św. Małgorzaty otoczona figurami Aniołów i Świętych Apostołów Piotra i Pawła. Na szczycie strzelistej wieży świątyni zawieszone są trzy dzwony, w tym zabytkowy „Mikołaj” (o masie 250 kilogramów) z 1626 roku. Tam również został zamontowany zegar z kurantami o napędzie atomowym – wotum jubileuszu roku 2000.